# 1980 في جنوب إفريقيا
فيما يلي قوائم الأحداث التي وقعت خلال عام 1980 في جنوب أفريقيا.

## رياضة
- 1 مارس – جائزة جنوب أفريقيا الكبرى 1980 الفائز رينيه أرنو.

## مواليد

### يناير
- 1 يناير – دي جي برايان مقدم برامج إذاعية جنوب أفريقي.
- 1 يناير – سارة جونسون شاعرة جنوب أفريقية.
- 1 يناير – غراهام دونز كاتب جنوب أفريقي.
- 1 يناير – ميجان ماكنزي عارضة جنوب أفريقية.
- 19 يناير – هنري ديفيدز لاعب كركيت جنوب أفريقي.

### فبراير
- 7 فبراير – ليفا تسوتسولوبا لاعب كرة قدم جنوب أفريقي.

### مارس
- 5 مارس – برينت راسيل لاعب رغبي جنوب أفريقي.
- 20 مارس – سوربرايز موريري لاعب كرة قدم جنوب أفريقي.
- 21 مارس – باموزا سونو لاعب كرة قدم جنوب أفريقي.
- 22 مارس – كانديس مككلور ممثلة جنوب أفريقية.
- 25 مارس – غافن هيوم لاعب رغبي جنوب أفريقي.

### أبريل
- 19 أبريل – كلينتون هيل
- 24 أبريل – شون بارك لاعب كركيت من المملكة المتحدة.
- 26 أبريل – ألون جونز لاعب كرة مضرب أسترالي.

### مايو
- 2 مايو – بيلي جاكوبسون فارس جنوب أفريقي.
- 19 مايو – مونيب جوسيفز لاعب كرة قدم جنوب أفريقي.
- 29 مايو – هيني آدامز لاعب اتحاد رغبي جنوب أفريقي.

### يونيو
- 9 يونيو – يوجين بوتس سبّاح جنوب أفريقي.
- 24 يونيو – باول بيل لاعب كرة قاعدة جنوب أفريقي.
- 30 يونيو – تيمبيل كانونو لاعب كرة قدم جنوب أفريقي.

### يوليو
- 5 يوليو – جولي كاهلانغو لاعب كرة قدم جنوب أفريقي.
- 11 يوليو – جابو ماهلانغو لاعب كرة قدم جنوب أفريقي.
- 16 يوليو – أوبرى ماثيوبى لاعب كرة قدم جنوب أفريقي.
- 23 يوليو – جيمي تاو لاعب كرة قدم جنوب أفريقي.
- 30 يوليو – جستن روس لاعب غولف من المملكة المتحدة.

### أغسطس
- 1 أغسطس – تشاد أرسكين لاعب رغبي أمريكي.
- 14 أغسطس – أدريان جاكوبس لاعب رغبي جنوب أفريقي.
- 27 أغسطس – ستيفان جيربر لاعب اتحاد رغبي جنوب أفريقي.
- 28 أغسطس – فيليب برغر لاعب رغبي جنوب أفريقي.

### سبتمبر
- 8 سبتمبر – لونغيساني نديليلا لاعب كرة قدم جنوب أفريقي.
- 16 سبتمبر – مبوليلو مابيزيلا لاعب كرة قدم جنوب أفريقي.
- 18 سبتمبر – فرانسوا فان كوك مغني جنوب أفريقي.
- 24 سبتمبر – تانيت فينيكس
- 25 سبتمبر – الياس كارالمبوس لاعب كرة قدم قبرصي.

### أكتوبر
- 16 أكتوبر – كيث د. بلاك كاتب سيناريو أمريكي.
- 30 أكتوبر – روبي ويسليس مغني جنوب أفريقي.

### نوفمبر
- 4 نوفمبر – ستيفن مور لاعب كركيت من المملكة المتحدة.
- 8 نوفمبر – غرايم براون لاعب كرة قدم اسكتلندي.
- 9 نوفمبر – بينسون مهلونغو لاعب كرة قدم جنوب أفريقي.
- 21 نوفمبر – مارتن كاريلس لاعب كرة قدم جنوب أفريقي.
- 25 نوفمبر – أرون موكوينا لاعب كرة قدم جنوب أفريقي.

### ديسمبر
- 3 ديسمبر – تايلر بوتا
- 9 ديسمبر – أندرو ويلسون لاعب اتحاد رغبي جنوب أفريقي.
- 16 ديسمبر – جاستين ميلر لاعب كرة قدم جنوب أفريقي.
- 24 ديسمبر – سيمبيو فيتيكا ملاكم جنوب أفريقي.
- 27 ديسمبر – كانديس مورغان متسابقة ملكة جَمال جنوب أفريقية.
- 31 ديسمبر – تايرن أريندسي لاعب كرة قدم جنوب أفريقي.

## وفيات

### يوليو
- 27 يوليو – أوليفر شرينر (مواليد 1890)

### أغسطس
- 4 أغسطس – دورس فوردرد (مواليد 1902) ممثلة جنوب أفريقية.
- 29 أغسطس – فرد مورغان (مواليد 1893) لاعب رماية جنوب أفريقي.

### سبتمبر
- 23 سبتمبر – ياكوبوس يوهانس فوشيه (مواليد 1898) سياسي جنوب أفريقي.

### ديسمبر
- 22 ديسمبر – إثيل ويلسون (مواليد 1888) كاتبة كندية.
- 28 ديسمبر – نيفيل برايس (مواليد 1929) منافِس أوليمبي جنوب أفريقي.